# Farruca
La farruca è un genere musicale Flamenco (palo), probabilmente di origine galiziana, regione del nord-ovest della Spagna. È tradizionalmente più diffusa come baile che come cante. Viene ballata tradizionalmente dagli uomini ed esprime la linearità e l'energia del baile maschile, ma viene interpretata anche dalle donne, vestite in abiti maschili. Una famosissima interprete femminile fu Carmen Amaya.
Trattandosi di un palo che utilizza grandi cambi di velocità e quindi di atmosfera musicale, la Farruca si presta molto bene a tutta una serie di sperimentazioni musicali, e se ne possono trovare parecchie nella discografia, ad opera di chitarristi come Vicente Amigo e Agustin Carbonell Bola e lo stesso Paco De Lucia.

## Storia
La farruca è comunemente suonata in tonalità di La minore, con ogni compás equivalente a 2 misure di 4/4 e con enfasi sulla 1ª, 3ª, 5ª, e 7º tempo: [1] 2 [3] 4 [5] 6 [7] 8
La "Farruca" è anche una famosa canzone composta da Mary Ann Godla.
Nessuno ha mai dimostrato, ad ogni modo, che la farruca provenga effettivamente dalla Galizia, ma la si collega a questa regione a causa del fatto che se ne parla nella strofa poetica più comunemente cantata in questo genere musicale e resa famosa dalla cantaora La Niña de los Peines: "Una farruca en Galicia, amargamente lloraba, porqué se le habia muerto su farruco, y la gaita ya no sonaba".
Il nome farruca è etimologicamente molto correlato alla lingua araba: in arabo farouk significa "coraggioso".
La farruca condivide la scala musicale, la velocità e la struttura ritmica con il tango de Malaga, e ricorda, come gusto ed atmosfera, la zambra.